# Hercule Poirot quitte la scène
Pour le téléfilm, voir Hercule Poirot quitte la scène (téléfilm).
Hercule Poirot quitte la scène (titre original : Curtain: Poirot's Last Case, c'est-à-dire « Rideau : la dernière enquête de Poirot ») est un roman d'Agatha Christie publié en septembre 1975 au Royaume-Uni. Il est publié la même année aux États-Unis, et l'année suivante, en 1976, en France.
C'est le dernier roman dans lequel apparait le détective belge Hercule Poirot, accompagné de son ami le capitaine Hastings. L'intrigue se déroule à Styles Court, lieu de la première enquête de Poirot dans La Mystérieuse Affaire de Styles (1920). Poirot, désormais vieux, est à la recherche d'un meurtrier. Pour l'aider, il fait appel à son fidèle Arthur Hastings, désormais veuf. Poirot a rassemblé cinq crimes qui ont apparemment eu la participation du meurtrier qui se trouve dans le manoir de Styles.
C'est la dernière enquête d'Hercule Poirot qui meurt avant la fin, non sans l'avoir résolue.

## Personnages
- Hercule Poirot : détective belge flétri par l'âge.
- Capitaine Arthur Hastings : ami de Poirot, récemment devenu veuf, père de quatre enfants adultes dont Judith.
- Curtiss : le nouveau valet de chambre de Poirot.
- Georges : ancien valet de Poirot.
- Judith Hastings : fille du capitaine Hastings et laborantine de Franklin.
- Colonel George Luttrell : propriétaire de Styles Court.
- Mme Daisy Luttrell : sa femme.
- Dr Franklin : médecin et chercheur en chimie, âgé de 35 ans, un idéaliste au caractère bien trempé.
- Mme Barbara Franklin : son épouse invalide, 30 ans, une femme ambitieuse.
- Mle Craven : infirmière de Mme Franklin.
- Sir William Boyd Carrington : ancien gouverneur des Indes, ami de la famille de Mme Franklin.
- Major Allerton : séducteur et coureur de jupons, âgé d'une quarantaine d'années.
- Miss Elisabeth Cole (en réalité Elisabeth Litchfield) : l'une des trois sœurs survivantes.
- M. Stephen Norton : un homme aux cheveux gris et au tempérament calme, qui utilise des jumelles pour observer les oiseaux.

## Résumé
L'action se déroule à Styles Court, lieu où se déroula la première œuvre d'Agatha Christie mettant en scène Hercule Poirot. On y voit également le retour d'Hastings, compagnon de première heure d'Hercule Poirot, qui revient d'Argentine, où il a vécu une bonne partie de sa vie, son épouse étant décédée.
Styles Court s'est transformée en pension de famille. Poirot, visiblement diminué, claudiquant, cardiaque, ayant changé de valet de chambre, annonce à Hastings qu'ils vont partir, une fois de plus, à la chasse au meurtrier. Il donne alors une liste d'affaires de meurtre où, à chaque fois, un coupable a été condamné. Il explique alors à Hastings qu'une personne a été très proche de chacune de ces affaires, et on en déduit bien sûr que cette personne est le meurtrier. Il annonce ensuite que cette personne est présente à Styles Court.
La liste des personnages présents dans la pension de famille est anodine. On y trouve le docteur Franklin, un médecin, sa femme, et l'infirmière qui s'occupe d'elle, la propre fille de Hastings, qui est l'assistante de Franklin, un séducteur nommé Allerton, une femme d'environ 30 ans nommée Miss Cole, un dénommé Norton qui est ornithologue à ses heures, un chasseur célèbre nommé Boyd Carrington, Hercule Poirot et son valet Curtiss, et enfin le colonel Luttrell et sa femme, qui tiennent la pension de famille.
Très vite, des incidents vont se produire : Madame Luttrel manque de mourir d'un coup de feu tiré par son mari, madame Franklin meurt empoisonnée (Poirot déclare l'avoir vue subtiliser le poison qu'elle a absorbé, ce qui accrédite l'idée d'un suicide). Hastings, persuadé que sa fille va être séduite par Allerton, manque de l'empoisonner dans un moment de folie avant de s'endormir (drogué par Poirot pour l'empêcher de commettre l'irréparable) et de découvrir l'inanité de sa réaction le lendemain.
Finalement, on découvre Norton mort dans sa chambre fermée à clé, une balle tirée au milieu du front, le pistolet étant à ses côtés, et Hercule Poirot, mort d'une crise cardiaque, ses médicaments lui ayant été enlevés. Le mystère reste entier.
Quatre mois plus tard, le capitaine Hastings recevra une lettre posthume d'Hercule Poirot, envoyée par son cabinet d'avocats, qui révélera le mystère. Le coupable était Norton, un pervers qui manipulait ses victimes pour les pousser au crime, lui-même restant au dessus de tout soupçon. Madame Franklin, qui voulait tuer son mari, s'est en fait empoisonnée elle-même, sa tasse ayant été intervertie par accident avec celle de Franklin. Or, la fille d'Hastings étant la maîtresse de ce dernier, Poirot s'est vu obligé de mentir pour la protéger. Dans l'incapacité d'empêcher Norton de nuire, Poirot l'a assassiné et a mis en scène son suicide. Il s'est ensuite laissé mourir volontairement pour expier son crime. La seule erreur dans le crime de Poirot était de lui avoir tiré une balle en plein front (détail rendant le suicide peu crédible) en raison de son obsession pour la symétrie.

## Élaboration du roman

### Écriture
Dans sa biographie consacrée à Agatha Christie, Janet Morgan explique que le roman a été rédigé par l’auteur en 1940-1941, au début de la Seconde Guerre mondiale, alors que le blitz battait son plein sur Londres et sur plusieurs grandes villes britanniques. Agatha Christie envisagea son éventuel décès lors de cette guerre. Ne souhaitant pas que son époux et sa fille se retrouvent dans ce cas sans aucune ressource, elle a rédigé deux romans, l'un pour sa fille Rosalind (roman mettant en scène Hercule Poirot : il s'agit de ce roman), l'autre pour son mari Max (roman mettant en scène Miss Marple : il s'agit de La Dernière Énigme). Agatha Christie a pu aussi penser qu'aucun auteur ne serait tenté de reprendre le personnage de Poirot pour lui faire vivre de nouvelles aventures, puisque dans ce livre, elle met fin à sa brillante carrière. Les deux romans ont ensuite été scellés dans un coffre d'une banque londonienne, où ils sont restés jusqu'au milieu des années 1970.
Le succès mondial du film Le Crime de l'Orient-Express en 1974 fit redécouvrir au public les romans d'Agatha Christie qui avait alors 84 ans. Son éditeur, le Collins Crime Club, ayant conscience qu'elle ne pourrait satisfaire à la demande, la convainquit alors d'autoriser la publication de ce roman en 1975. En revanche, le second roman, La Dernière Énigme, n'a été publié qu'en octobre 1976, après sa mort.
Ceci explique que le roman, par sa forme et sa structure, ressemble aux romans publiés dans les années 1940 et ne ressemble pas aux romans publiés par l’auteur dans les années 1970, aux intrigues moins élaborées.

### La fin d'Hercule Poirot
Dans l'idée de ne permettre à aucun autre auteur de reprendre le personnage d'Hercule Poirot, Agatha Christie décide de tuer son personnage. La mort du détective belge a alors un écho international : il est le seul personnage de fiction à avoir une nécrologie dans The New York Times. Le 6 août 1975 est publié l'article de Thomas Lask sous le titre « Hercule Poirot is Dead; Famed Belgian Detective » (« Hercule Poirot est mort, Célèbre détective belge »). Le premier paragraphe est le suivant :
« Hercule Poirot, a Belgian detective who became internationally famous, has died in England. His age was unknown. »
— Thomas Lask, The New York Times

« Hercule Poirot, un détective belge ayant acquis une renommée internationale, est mort en Angleterre. Son âge était inconnu. »
— The New York Times

## Éditions
- (en) Curtain : Poirot's Last Case, Londres, Collins Crime Club, septembre 1975, 224 p.
- (en) Curtain : Poirot's Last Case, New York, Dodd, Mead and Company, 1975, 238 p.
- Hercule Poirot quitte la scène (trad. de l'anglais par Jean-André Rey), Paris, Librairie des Champs-Élysées, coll. « Le Masque » (no 1561), 1976, 255 p. (ISBN 2-7024-0468-5, BNF 34557342)
- Hercule Poirot quitte la scène (trad. Janine Lévy), dans : L'Intégrale : Agatha Christie (trad. de l'anglais, préf. Jacques Baudou), t. 13 : Les années 1971-1976, Paris, Librairie des Champs-Élysées, coll. « Les Intégrales du Masque », 2000, 1268 p. (ISBN 2-7024-7903-0, BNF 37105662)

## Adaptation
- 2013 : Hercule Poirot quitte la scène (Curtain: Poirot's Last Case), téléfilm de la série britannique Hercule Poirot d'ITV (épisode 13.05), avec David Suchet dans le rôle du détective et Hugh Fraser celui du capitaine Hastings. Il s'agit du dernier épisode de la série.